# Håhellerfjella
Die Håhellerfjella (norwegisch für Haihöhlengebirge) ist eine Gebirgsgruppe im ostantarktischen Königin-Maud-Land. Sie liegt im Zentrum des Mühlig-Hofmann-Gebirges. Zu ihr gehören die Håhelleregga und der Håhellerskarvet.
Wissenschaftler des Norwegischen Polarinstituts benannten sie 2017.